# デイヴ・チェリー
デイヴ・チェリー（Dave Cherry、1991年1月3日 - ）は、ユナイテッド・ラグビー・チャンピオンシップ、エディンバラ・ラグビーに所属するラグビー選手。

## プロフィール
- スコットランド・エディンバラ出身[1]。
- ポジションはフッカー(HO)。
- 身長 183cm、体重 107kg
- U20スコットランド代表に選ばれたことがある[2]。
- スコットランド代表キャップは11（2024年2月現在）でラグビーワールドカップ2023のスコットランド代表に選ばれたことがある[3]。

## 略歴
ロンドン・スコティッシュFCを経て、2018年、エディンバラに加入。